# Tenassarim (região)
Tenassarim ou Tenassari (em birmanês: Tanintharyi) é uma região da Birmânia (ou Mianmar), cuja capital é Dawei. Segundo censo de 2019, havia 1 479 086 habitantes.